# 大韓地誌

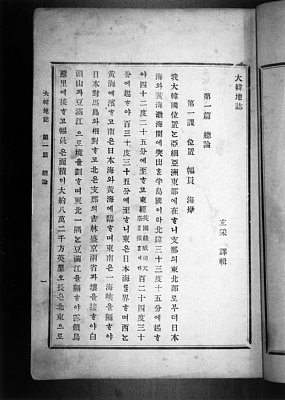
《大韓地誌》〈第1編 總論 第1課 位置・幅員・海岸〉

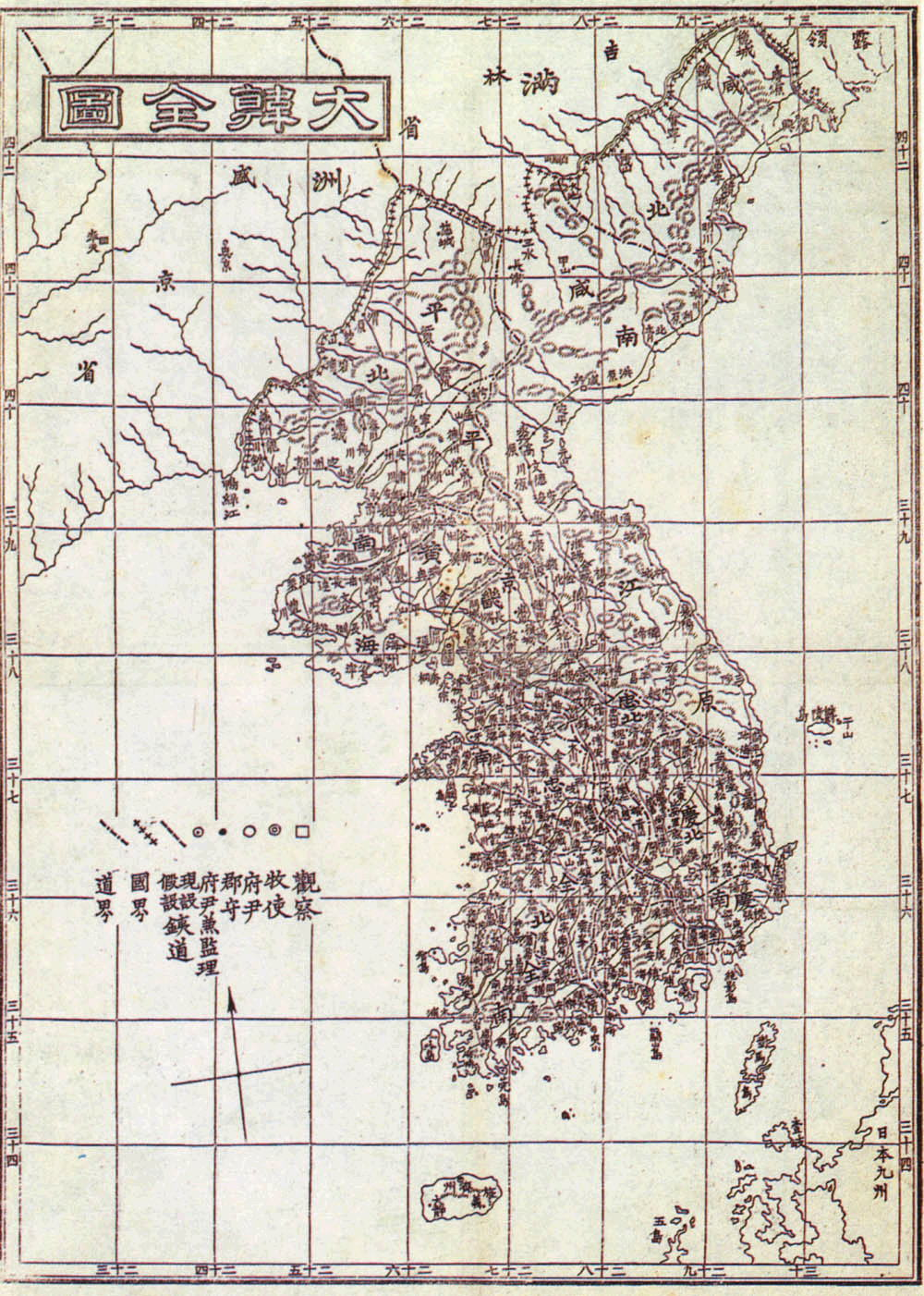
附録《大韓全圖》

大韓地誌（韓語：대한지지），是大韓帝國的地理書籍，在1899年由韓国書家玄采著述，日本與韓國有爭議的獨島在這本書中首次被記載。

大韓帝國的領域是北緯33度15分～北緯42度25分, 東経124度30分～東経130度35分

## 外部連結
- 《大韓地誌》 (画像)
- 1901 "Daehanjiji" (大韓地誌) Map of Korea's Gangwon Province （页面存档备份，存于）